# Luigi Gallo
Luigi Gallo (Prato, 21 septembre 1977) est un homme politique italien.

## Biographie
En 2013, il est élu député de la circonscription Campanie 1 pour le Mouvement 5 étoiles.